# 蘇六朋
蘇六朋（約1791年—約1862年），字枕琴，號怎道人，別署羅浮道人。廣東順德人，清代畫家，與蘇仁山合稱為「嶺南畫壇二蘇」。

## 生平

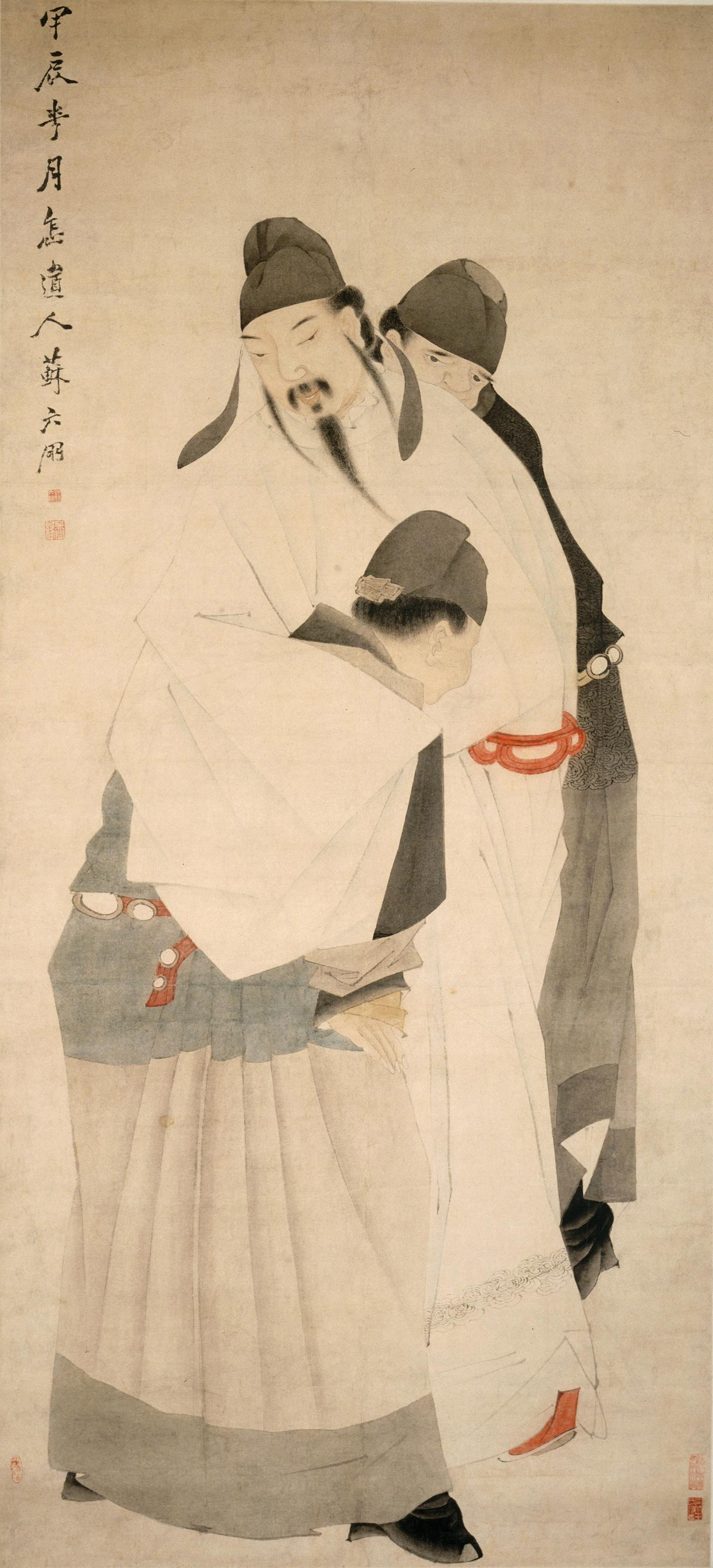
太白醉酒图轴

早年曾在罗浮山中读书，从德堃学画。與张维屏、李长荣、邓大林、郑绩、梁伦恩等有往來。善畫风俗人物，反映清朝中期百姓的日常活动。畫風取法宋元，受闽派上官周与黃慎画风影响，細筆者尤佳。有《集市图》、《东山报捷图》、《药洲品石图》、《曲水流觞图》等。
香港中文大學文物館藏有蘇六朋《白描羅漢卷》，廣州藝術博物院藏有蘇六朋《羅浮仙賒酒圖》及《文會圖》，上海博物館藏有《太白醉酒圖》，香港藝術館藏有《蘇武牧羊圖》等。
妻余菱亦善畫，與夫“红袖添香共读书”，其子蘇子鴻亦是清代名畫家。